# Gourdon-Murat
 Gourdon-Murat  (en occitano Gordon Murat) es una comuna  y población de Francia, en la región de Lemosín, departamento de Corrèze, en el distrito de Ussel y cantón de Bugeat.
Su población en el censo de 2008 era de 120 habitantes.
Está integrada en la Communauté de communes Buget-Sornac-Millevaches au Coeur .

## Demografía
| 147 | 174 | 179 | 150 | 127 | 108 | 120 |
| Para los censos de 1962 a 1999 la población legal corresponde a la población sin duplicidades (Fuente: INSEE [Consultar]) |     |     |     |     |     |     |